# Deezer
Deezer is een Franse muziekstreamingdienst opgericht in 2007. De dienst laat gebruikers onbeperkt luisteren naar nummers van muzieklabels zoals Sony Music Entertainment, Universal Music Group en Warner Music Group. Deezer is beschikbaar in browsers, op Android, BlackBerry, iOS, Windows Phone en Symbian. Naast afspeelmogelijkheden in browsers zijn er met Deezer ook mogelijkheden tot afspelen via streaming speakers zoals onder andere die van HEOS by Denon. Ook is er een Windows 8 en een Windows 10 desktop app. Deezer kan ook als app worden geïnstalleerd op een telefoon of tablet. Men kan zelf afspeellijsten samenstellen. Via de pc kan men mp3's toevoegen voor de eigen afspeellijsten, via de telefoon of tablet is deze functie niet beschikbaar. Sinds 2020 is Deezer een geheel betaalde dienst. Voorheen kon men de dienst gebruiken, zonder reclame (betaald), of met reclame, mits men de reclame toeliet. Aangezien veel gebruikers dit omzeilden, kon men medio 2020 ineens nog maar 30 seconden van een muzieknummer luisteren en moest men een betaald abonnement afnemen, om alles weer te kunnen luisteren. De prijs is in 2023 10,95 euro per maand en kan men onbeperkt muziek luisteren en afspeellijsten maken.

## Geschiedenis
De eerste versie van Deezer, destijds genaamd Blogmusik, werd in 2006 ontwikkeld in Parijs door Daniel Marhely en gaf muziekliefhebbers onbeperkt toegang tot muziek via streamingtechniek. Blogmusik had geen licentieovereenkomsten en werd na een verzoek van de Franse auteursrechtenorganisatie afgesloten.
In 2007 werd Deezer gelanceerd, waarbij alleen muziek werd afgespeeld waar overeenkomsten voor waren afgesloten. Bij de lancering had het geen overeenkomsten met grote muzieklabels en kon Deezer slechts een beperkt aantal nummers aanbieden, maar na onderhandelingen met de grote en enkele kleinere muzieklabels had Deezer in 2011 rechten over acht miljoen nummers. Deezer vermeldde in 2013 dat ze 30 miljoen nummers in haar bibliotheek, meer dan 30.000 radiozenders, 12 miljoen maandelijkse gebruikers en 5 miljoen betalende gebruikers heeft.